# 名古屋飛ばし
名古屋飛ばし（なごやとばし）は、日本国内で行われるイベントの開催が、愛知県名古屋市およびその周辺地域（中京圏）で行われないことを示す俗語を指す。
1980年代に歌手のマドンナやマイケル・ジャクソンの来日時など、それまで大きなイベントやコンサートで名古屋公演が実施されなかったことがきっかけとなり、「名古屋飛ばし」という言葉が広まり、洋楽誌などでよく使われていた。
1992年（平成4年）に東海道新幹線のぞみ301号が名古屋駅を通過をするようになったため、報道各社が「名古屋飛ばし」として取り上げたことから、鉄道関連のキーワードとしても使われるようになった。

## 鉄道

### 「のぞみ301号」の設定とそれをめぐる騒動
「名古屋飛ばし」が大きな話題となった端緒は、1992年（平成4年）3月14日に東海道新幹線で運転を開始した「のぞみ」の1日2往復のうち、下りの一番列車（「のぞみ301号」）で新横浜駅に停車して名古屋駅と京都駅を通過するダイヤが組まれることが、1991年（平成3年）11月2日土曜日の読売新聞中部版朝刊で報じられたことである。名古屋市民にとっては"寝耳に水"、"名古屋オリンピック以来の屈辱"として受け止められ、地元中日新聞も追っかけ記事を同日付夕刊に掲載したが、この時、読売記事には一度も出ていなかった「名古屋飛ばし」の語が、二重引用符に括られた形で見出し文、本文の双方に一度ずつ登場した。以降"名古屋飛ばし"は鉄道関係のニュースでも見聞きするようになった。
かかる中日夕刊にはJR東海の詳しい試算も紹介されており、飛行機利用の場合、5時58分に東京駅から在来線で浜松町～羽田空港と乗り継ぎ、7時発の飛行機で伊丹空港に到着後、バスで梅田の大阪駅まで行くと到着は8時54分となり、9時の会議にはまず間に合わない。これが「のぞみ301号」ならば、東京駅6時発に乗り新大阪着後、在来線に乗り換えて大阪駅へは8時44分に到着でき、航空利用に比べ所要12分短縮される、というのであった。新横浜駅を停車駅とした理由は、同駅周辺の乗客が早朝帯に東京駅方面へ出るのが難しかったためである。
これはJR東海がアンケートなどを通して得た消費者の要望の中に、一日でも多く家庭で過ごしたい"大阪で朝一番から仕事を始める東京発のビジネスマン"からのものがありその要望に応えたものとも、東京―大阪間定期航空便から利用客の奪回を図るため、ともいわれた。東京駅早朝発新幹線の乗客の大半は、名古屋では下りずに大阪まで乗り続ける出張ビジネスマンであった。しかし、当時は夜間の保線工事後、地盤を固めるために、早朝の数本の列車については減速運転をしなければならない事情を抱えていたうえ、新大阪駅から大阪中心部までは距離がある。
そのため、「のぞみ301号」を新横浜・名古屋・京都の各駅に停車させると、登場当時の「のぞみ」の売り文句であった「東京 - 新大阪間2時間半運転」が実現不可能となるため、苦肉の策として名古屋・京都両駅を通過させることで対応しようとしたのである。新大阪着8:30であれば「9:00の会議に間に合う」とアピールできるが、「名古屋着7:40」では、逆に早すぎてビジネスマンへのPR材料にはあまりならない。
また当時の「のぞみ」は、東京 - 新大阪間のみの運転であり、名古屋駅から山陽新幹線沿線（岡山・広島・博多方面）へ向かう利用者にとっても、恩恵はあまり無かった。よって「のぞみ301号」が名古屋駅を通過しても、当時の状況では利用客にさほど不便を強いるものではなかった。他方、同時に設定された他の「のぞみ」は、当時の最速「ひかり」と同じく名古屋・京都両駅に停車し、新横浜駅は通過であった。
ダイヤ検討の会議で、営業本部の提案したこの名古屋、京都両駅通過案と「早朝に名古屋発で西に向かう『ひかり』がある。利用客に実害はない」と、合理性を強調する意見に対し、JR東海社長（当時）の須田寬は「地元の反発はあるかもしれないが、丁寧に説明すれば分かってもらえる」と承諾した。同年の夏場にはダイヤが固まった。JR東海は、名古屋駅と京都駅を利用する乗客には、前後の列車を使用してもらうことで、極力不便を与えない配慮を講じることにしていた。
ところが、須田が地元に根回しを始める前に、1991年（平成3年）11月2日、この方針が（前記の配慮事項を無視して通過する話だけが）スクープされてしまい、愛知県、特に名古屋市を筆頭に尾張地方の政財界が猛反発。中日新聞など地元メディアも「名古屋飛ばし」として批判的な報道を行い、一カ月の間に国会議員や地方議員、鈴木礼治知事、西尾武喜市長、財界団体や主要企業のトップら百人近くが、JR東海に足を運んだ。
愛知県知事鈴木礼治は、JR東海の方針に対し「通過して結構だとは言えんわな」とやんわり指摘した。また、中部経済連合会の幹部は「本社のある所（中村区）に止まらないのはどういうことか」と発言した。
須田は今枝敬雄に対し、上京する際の名古屋駅ホームで「実害はないんです」と訴えた。
これらの騒動の背景には、愛知県選出の海部俊樹が首相を退陣したことや、中部通商産業局（現経済産業局）長が名古屋圏の低落傾向が目立つことを報告するなどの事情もあり、鈴木知事は名古屋圏の地盤沈下を懸念するとともに、地元選出の国会議員たちは将来のリニア中央新幹線での名古屋駅通過にも至ることを危惧した。さらに「名古屋飛ばし」とは直接関係のない「名古屋学」講座の応募者数の増加、騒音問題を通じての「のぞみ」の問題視、政治家インタビューでも話題となった。
「早朝の1本だけ」というJR東海側の説明が功を奏して、次第に地元側にも理解が広がり、当初反発していた地元選出の国会議員たちも「1本だけなら」と条件付きで容認する議員が大勢となった。
この「名古屋飛ばし」が愛知県や名古屋市で大きく問題視された背景について、2012年（平成24年）に『朝日新聞』名古屋本社版夕刊の連載記事「のぞみ20年」を担当した朝日新聞社記者の神田大介は、JR東海が地元に事前の根回しをしていなかった（実際には根回しをする前にスクープされてしまい、通過という事実だけが伝えられた）ことと、「名古屋飛ばし」をスクープしたのが『読売新聞』だったため、中京圏で圧倒的なシェアを誇る中日新聞をJR東海批判に走らせて、地元世論に影響したのではないかと分析している。
後の中日新聞のインタビューに対して、北川正恭は、議員集会で「民間会社（JR東海）に議員が口を挟むべきではない」と主張したと明かしている。北川は、かつて日本国有鉄道の改革委員会に所属し、政治家の利益誘導によるローカル線建設（=我田引鉄）が、国鉄の利益を圧迫し、国鉄分割民営化の遠因となった経緯に詳しく、その上で「民営化後も同じでは駄目だと思った」と振り返っている。
懸念した議員連盟の結成には至らず、今枝らも、将来のリニア中央新幹線で「名古屋飛ばし」がないように「今回のダイヤとリニアの停車駅は関係ない」との覚書をJR東海に出させ、矛を収める。こうして、騒動の主たる東海地方の政財界とJR東海の対立は1か月で終息した。
須田は一連の騒動について、後の中日新聞の取材に対し「名古屋飛ばしの批判は新幹線を大事にしてくれている裏返し。民間会社として、地元がいかに大事かを痛感した」と振り返っている。
こうして1992年（平成4年）3月14日に「のぞみ301号」が運転を開始した。東京駅14番線ホームに並び立つJR東海新幹線鉄道事業本部長、世田谷区から招かれた新幹線と名前が同じ双子姉妹「光（ひかり）ちゃん」と「望（のぞみ）ちゃん」によってテープカットがなされ、警笛を鳴らしながら出発。同列車が名古屋駅を通過する瞬間は、地元メディアを中心に大きく報じられた。午前八時半、新大阪駅に降り立った乗客は「名古屋を通過したのはあっという間だった」と述べた。
なお、上り始発「のぞみ302号」の新大阪出発式典にも大阪府高槻市の小学5年生「望（のぞみ）ちゃん」が葛西敬之副社長とテープカット、同列車が名古屋到着時には名古屋市中区の小学5年生「望（のぞみ）ちゃん」が須田社長とテープカットしている。
運輸省（当時）の「新幹線鉄道構造規則」によれば、通過駅のホームはその端から2本のレールの中間点までの距離が1.8 m以上、待合室などホーム上の構造物までの距離が3 m以上離れていなければならないところ、名古屋駅はレールの中間点まで1.76 m、構造物まで2.53 mと条件を満たしておらず、京都駅でも構造物までの距離が足りていなかった。そのため、同省から70km/hの速度制限を条件に特例許可を得て通過していた。なお新大阪発翌1993年（平成5年）3月18日の「のぞみ」規格ダイヤ組込に合わせたダイヤ改正では、この列車に続行する「新横浜駅通過、名古屋・京都両駅停車」の「のぞみ1号」が設定された。

### 「名古屋飛ばし」の終焉とその後
1997年に道床安定作業車の導入により、路盤安定の技術の進歩によって保線工事の翌日の速度制限(170km/h)の必要性が無くなった事から、新横浜・名古屋・京都の各駅に停車しながら 東京 - 新大阪間を2時間半で結ぶことが可能となったため、同年11月29日に「のぞみ301号」は後続の「のぞみ1号」（500系）に統合される形で廃止された。以後、名古屋駅と京都駅を通過する新幹線の営業列車は設定されていない。
2020年代現在の東海道新幹線は、車体傾斜装置のついたN700AとN700Sのみで運行しており、カーブでも高速走行が可能になり、同時に車両の加減速性能も向上しており、「旧のぞみ301号」と同じく6時に東京駅を出発している「のぞみ1号」は、停車駅が3駅増えたにもかかわらず、「旧のぞみ301号」よりも8分早く8時22分に新大阪駅に到着する。
2012年1月9日に名古屋テレビが放送した『あなたが選ぶ!東海地方の心に残るニュース50選』の「社会&政治経済」では「名古屋飛ばし」が13位に選ばれた。
当時の名古屋飛ばしの渦中で抗議していた鈴木礼治元愛知県知事は、2006年の中日新聞のインタビューで「今から考えれば、たかが一本。過剰な反応にも見えるがなぜなのか?」との問いに、「のぞみ301号の名古屋駅通過で、かつて新幹線が開通した時に多くの企業や会社が名古屋の支店を東京に引き揚げたり、格下げされた過去が、また繰り返されるのでは、と心配したのだ」と語った。

#### 東京の評価
以上、名古屋周辺での動き中心に見てきたが、ここで名古屋以外、特に東京での見識を紹介する。
- 「朝九時までに大阪都心オフィスに行けるとあれば、二十四時間働くビジネスマンには朗報だ[11]」
- 「東西の出張族にとっては下り一本といわず大いに増やしてもらいたいところだろう[12]」
- 「この時間に東京から名古屋へ来なければならない人がいるとは思えないし、短距離客で埋まって東京や横浜の人が乗りにくいのでは勿体ない[28]」
- 「『一本くらいならいいじゃないか。名古屋は何を騒いでいるんだ』という声が全国的には普通の反応[29]」
- 「さすがに早すぎて、途中名古屋にでも止まるくらいの時間も欲しい[30]」
- 「宝塚を見に行くと話すのは東京からという、母と娘の二人組。『名古屋の人には申し訳ないけどまたタモリさんに笑われちゃうのかな、って』[31]」

### 「のぞみ301号」の経緯
- 1991年

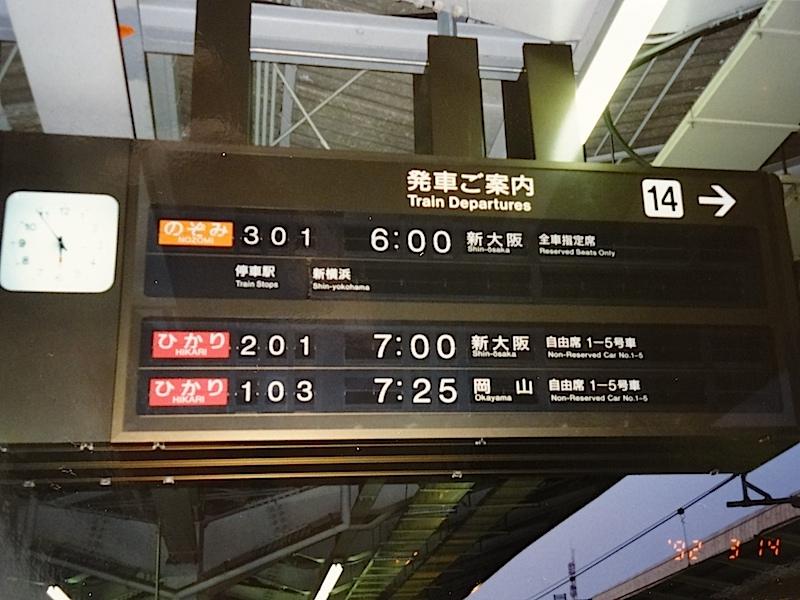
運行開始当日の下り一番列車（のぞみ301号）の発車案内
（1992年3月14日撮影）

  - 11月2日：JR東海が、東海道新幹線における新設の速達列車（仮称：スーパーひかり）の東京発一番列車を、名古屋駅と京都駅を通過する方針とすることが明らかになり、『中日新聞』夕刊が「名古屋飛ばし」と1面トップで採り上げる。
  - 11月3日：『中日新聞』朝刊が「ナゴヤは怒ってます」の見出しでこの件を報道し、中部経済連合会会長・名古屋商工会議所会頭・西尾武喜、その他各界の反応を伝えた。
  - 11月4日：愛知県知事鈴木礼治と名古屋市長西尾武喜が定例会見でこの件について触れ、鈴木は「地域間競争の教訓としなければならない」と述べた[17]。
  - 11月5日：名古屋圏の半径20kmの46市町村長の会合である名古屋市近隣市町村長懇談会で、「名古屋飛ばし」と地域振興についての話し合いが行われる[32]。
  - 11月6日：超党派の国会議員により「スーパーひかりと東海地域を考える会」が発足。今枝敬雄が須田寬に面会し、12日の会合に出席するように要請[33]。
  - 11月9日：JR東海労働組合が会社側へ「名古屋飛ばし」反対を申し入れる[34]。
  - 11月12日：東海3県（愛知県・岐阜県・三重県）選出の超党派国会議員で結成された「スーパーひかりと東海地域を考える会」が会合を持った。出席者は国会議員24人と代理出席9人、須田も参加した[18]。この中で「一本許せば、次々と名古屋飛ばしが出る」と旧愛知県第1区の衆議院議員、今枝敬雄が声を上げると、他の議員も「地元で応援しているのに、恩を仇（あだ）で返すのか」と追及した[9]。ただし、この会は事前に、自民党運輸族と太いパイプを持つJR東海副社長葛西敬之による参加議員の切り崩しが成功しており、慎重論が続出して腰砕け状態に陥った挙句、用意されていた決議案も提出されずに終わっている[29]。
  - 11月14日：須田が名古屋市役所を訪問。名古屋市議会議長に「同時間帯には名古屋からの乗客がほとんどない」と経過を説明し、議会運営委員会理事会にも出席して理解を求めた。これに対して地元側は「名古屋飛ばしは1本だけである」ことの確約を要求した[35]。
  - 11月20日：愛知県知事・県議会議長、名古屋市長・同市議会議長の4人がJR東海へ要望書を送る[36]。
  - 11月28日：JR東海は「名古屋飛ばしは1本のみ」と回答[37]。
  - 12月6日：「スーパーひかり」と仮称された列車名称が「のぞみ」に決定[38]。
  - 12月25日：『ミックスパイください』で、今年の流行語として「名古屋飛ばし」を『現代用語の基礎知識』編集長の深川章が解説[39]。
- 1992年
  - 3月14日：「のぞみ」301号運転開始。『モーニングワイド』が朝7時40分の名古屋駅通過を生放送し、同時間帯の『ズームイン!!朝!』でも中京テレビアナウンサーの佐藤啓が「まさか私の目の前で乗客がいる列車の名古屋駅通過の瞬間を見るのは初めてであり、これは長年名古屋に住んでいる私達への冒涜でありましょうか?」とレポートした。また同日朝8時30分から放送の『海江田万里のパワフルサタデー』も放送開始直後に新大阪駅に到着した「のぞみ301号」を生放送した。
- 1997年
  - 11月29日：「のぞみ301号」が続行の「のぞみ1号」に統合する形で廃止[14]。この日をもって、新幹線の「名古屋飛ばし」および「京都飛ばし」が終了。

### 現在
他社線も含めた名古屋駅を通過する旅客列車は、寝台特急サンライズ瀬戸・サンライズ出雲が唯一となっている。深夜の遅い時間帯であり、京都駅、新大阪駅（毎日運行の下りは大阪駅）も通過する。

## インバウンド需要
観光庁が2024年2月29日に発表した宿泊旅行統計調査で、東京都、大阪府、京都府、福岡県を訪れる外国人旅行客数がコロナ禍前の2019年を上回る一方で、愛知県が6割以下にとどまっていることが分かった。 
これを受け「インバウンドまで名古屋飛ばし？ 実はどえりゃあ魅力的、もっと発信を」、「インバウンドも『名古屋飛ばし』？　戻らない『爆買い』中国客と航空便」などと新聞で報じられたものである。同年11月15日にも、『令和６年版観光白書』2023年4-12月期の値(1-3月期は地域調査未実施)を元にして名古屋のインバウンドの不振ぶりが伝えられ、訪日インバウンド消費総額の6割が東京都（38.5％）と大阪府（21.5％）に集中する一方、愛知県はわずか2％、訪問者数でも東京・大阪・京都の大都市や福岡県との差が広がる一方であることから、"三大都市で独り負け状態にある"と断じられた。FRIDAYは名古屋をインバウンドの「負け組」としている。 
名古屋市周辺の観光地が東京や京都、大阪ほど訪日客を引き寄せられず、国際的知名度の低さから簡単に新規路線を開設できそうにない状況から、中部国際空港の旅客数は羽田空港の「9分の1」でインバウンド需要ともども三大都市圏で“独り負け”と報道されている。台湾(訪日旅行消費額第１位)の民放地上波テレビ（中視・台視・民視）の天気予報に大阪と東京はあるが名古屋はなく、哈日族（日本旅行愛好者）は大阪・東京便を選ぶ、と報道されている。世界の電子掲示板「レディット」では「日本で最も退屈な都市、名古屋」というスレッドに多くのコメントが寄せられ、多くの外国人が名古屋の魅力を認めつつも「退屈」という点には同意している。2017年米ニューヨークの市場調査会社insider monkey社は『世界十大"退屈"都市』を発表したがアジアからシンガポール(第2位)と名古屋(第8位)を選出した。

## その他
一般的には、首都圏や京阪神地域で展開される一方で、名古屋ではイベントが展開されない事例を指す。
また、各種イベントで稼働率の高かった愛知厚生年金会館や愛知県勤労会館が、代替施設無しで閉鎖された問題に当たっては、名古屋市や地元財界の態度は冷淡であり、これに伴ってコンサートの名古屋公演を取り止め、従来からの利用者が、活動場所を名古屋市外への施設へ移すなどの動きが実際に見られると、名古屋市側は述べている。
東海ラジオで放送されていた『源石和輝 モルゲン!!』でテーマにされた際にも、インタビューで断られた事例が多数あったと番組スタッフは語っている。
2020年4月7日に安倍晋三首相から新型コロナウイルス感染症の緊急事態宣言が出された際に、感染者数割合の少ない愛知県を含まなかったため、「名古屋飛ばし」と言われることがあった。しかし、これは本来の意味とは全く違う用法である。
金融庁は、第61回国家戦略特別区域諮問会議で提唱された「金融・資産運用特区」創設に向け、2024年1月から2月の期間、かかる特区での具体的施策について提案募集を各自治体に呼び掛けた。募集締切後の同年6月4日、提案ならびに特区指定応募のあった北海道・札幌市（共同提案）、東京都、 大阪府・大阪市（共同提案）、および福岡県・福岡市（共同提案）の4地域を特区対象地域に指定すると発表、これに名古屋市がなかったことから「名古屋飛ばしでは」とする声が市井の一部にあがったが、そもそも愛知県および名古屋市は、提案も応募もしていない。